# Qianhe (socken i Kina, Sichuan)
Qianhe (kinesiska: 千合乡, 千合) är en socken i Kina. Den ligger i provinsen Sichuan, i den sydvästra delen av landet, omkring 51 kilometer söder om provinshuvudstaden Chengdu.
Genomsnittlig årsnederbörd är 1 222 millimeter. Den regnigaste månaden är juli, med i genomsnitt 338 mm nederbörd, och den torraste är december, med 9 mm nederbörd.